# Jennacubbine
Jennacubbine är en ort i Australien. Den ligger i kommunen Goomalling och delstaten Western Australia, omkring 100 kilometer nordost om delstatshuvudstaden Perth.
Trakten runt Jennacubbine är nära nog obefolkad, med mindre än två invånare per kvadratkilometer.. Närmaste större samhälle är Goomalling, omkring 18 kilometer nordost om Jennacubbine. 
Trakten runt Jennacubbine består till största delen av jordbruksmark. Genomsnittlig årsnederbörd är 542 millimeter. Den regnigaste månaden är september, med i genomsnitt 85 mm nederbörd, och den torraste är december, med 13 mm nederbörd.